# Schweißtuch
Ein Schweißtuch ist ein Stück Stoff, das zur Reinigung und Aufnahme von Schweiß benutzt wird.

## Geschichte

### Altertum
In der römischen Welt war das Schweißtuch für das Gesicht (lateinisch sudarium von sudor ‚Schweiß‘) den höheren Bevölkerungsschichten vorbehalten. Schweißtücher erwähnt erstmals der Dichter Catullus mit der Bezeichnung Sudarium. Sie waren aus ägyptischem Leinen gefertigt, für gewöhnlich rechteckig und wurden in eine Gewandfalte der Toga gesteckt. Moderne Historiker bezeichnen sie als Etikettetücher.
Zur selben Zeit wurde im Judentum als Schweißtuch jenes Tuch bezeichnet, mit dem man beim Begräbnis das Haupt eines Verstorbenen umhüllte. Hierauf geht die Bemerkung im Johannesevangelium zurück: „das Schweißtuch, das auf dem Haupt Jesu gelegen hatte […] lag aber nicht bei den Leinenbinden, sondern zusammengebunden daneben an einer besonderen Stelle.“ (20,7 )

### Mittelalter

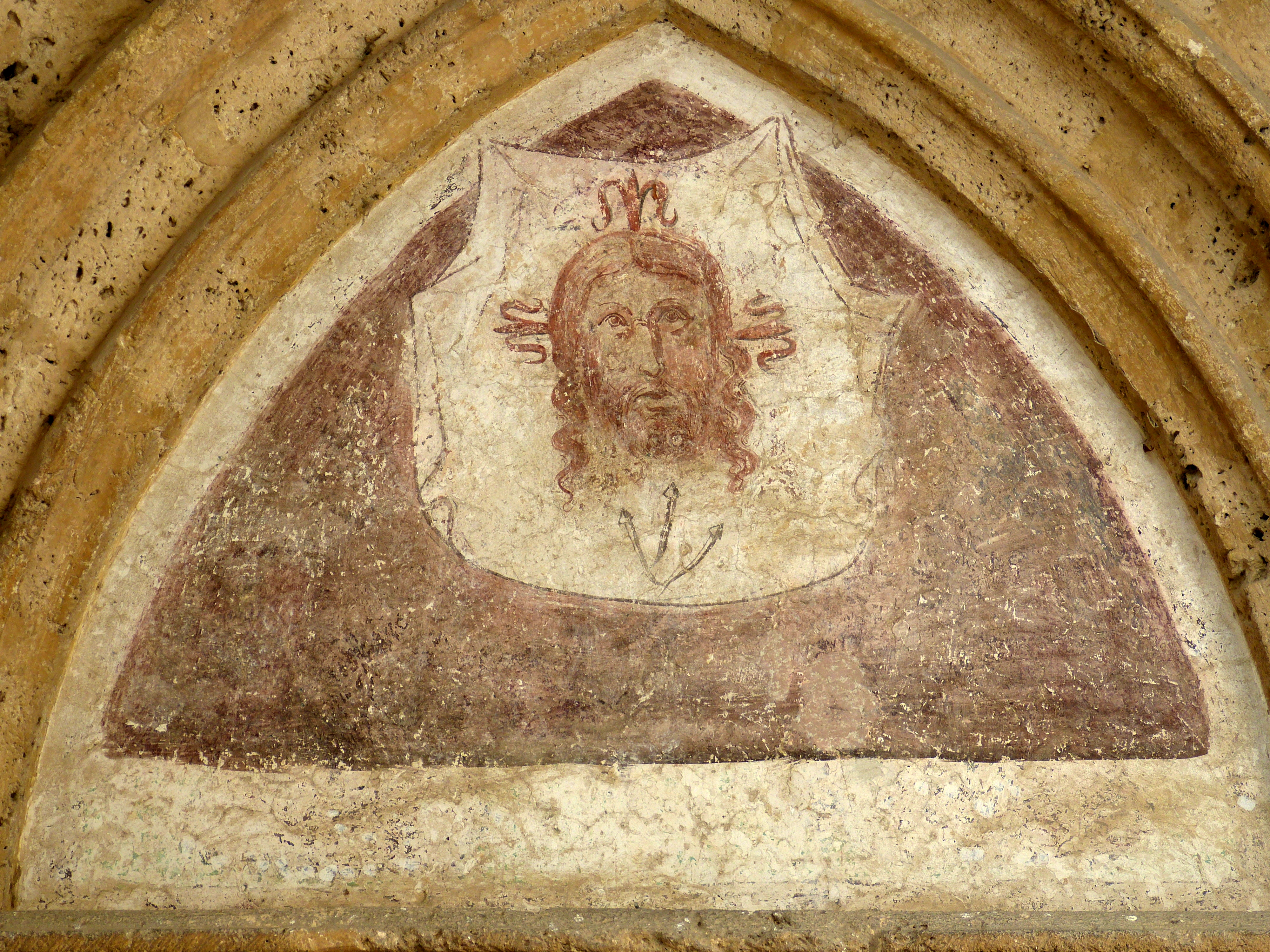
Fresko aus dem 16. Jahrhundert mit dem Schweißtuch der Veronika im Tympanum der Wallfahrtskirche von Grongörgen

Als Reliquie Christi wurde seit dem Frühmittelalter dem Schweißtuch der Veronika besondere Verehrung zu Teil. Als Jesus Christus zur Richtstätte geführt wurde, reichte ihm der Legende zufolge die heilige Veronika, als sie ihn schwitzen und bluten sah, ihren dreifach gefalteten Schleier, in dem sein Bild dreimal zurückblieb, als er Veronika den Schleier zurückgab. Von diesen drei Abdrücken blieb einer in Jerusalem, einer kam nach Jaén in Spanien, und einer nach Rom, wohin ihn Volusianus gebracht haben und damit den Kaiser Tiberius von einer schweren Krankheit geheilt haben soll, dieses Tuch wird bis heute als Sudarium Christi im Petersdom aufbewahrt.

### Neuere Zeit
Nachdem im 18. Jahrhundert neue Webtechniken erfunden wurden und Stoffe preiswert waren, setzten sich Taschentücher in der heute bekannten Form durch und übernahmen die Funktion des Schweißtuchs.

## Weitere Bedeutung
Ebenfalls als Schweißtuch bezeichnet wird eine feine Wachsleinwand, die auf beiden Seiten gefirnisst ist und die dort angebracht wird, wo Schweiß der Kleidung schaden kann, z. B. unter dem Arm.